# Michael Francis McAuliffe
Michael Francis McAuliffe (* 22. November 1920 in Kansas City, Kansas; † 9. Januar 2006 in Jefferson City, Missouri) war ein US-amerikanischer Geistlicher und römisch-katholischer Bischof von Jefferson City.

## Leben
Am 31. Mai 1945 empfing er das Sakrament der Priesterweihe für das Bistum Kansas City.
Papst Paul VI. ernannte ihn am 2. Juli 1969 zum Bischof von Jefferson City. Die Bischofsweihe spendete ihm der Apostolische Delegat in den Vereinigten Staaten, Erzbischof Luigi Raimondi, am 18. August desselben Jahres. Mitkonsekratoren waren der Bischof von Kansas City-Saint Joseph, Charles Herman Helmsing, und sein Amtsvorgänger in Jefferson City, Joseph Mary Marling CPpS.
Am 25. Juni 1997 nahm Papst Johannes Paul II. seinen altersbedingten Rücktritt an.